# گائتان پرین
گائتان پرین (انگلیسی: Gaëtan Perrin؛ زادهٔ ۷ ژوئن ۱۹۹۶) بازیکن فوتبال اهل فرانسه است که در پست هافبک راست، برای باشگاه فوتبال اوسر بازی می‌کند.
از باشگاه‌هایی که در آن بازی کرده‌است می‌توان به باشگاه فوتبال المپیک لیون اشاره کرد.